# Proud to Commit Commercial Suicide
Proud to Commit Commercial Suicide – drugi i ostatni album thrash/industrial metalowego zespołu Nailbomb, wydany przez wytwórnię Roadrunner Records 24 października 1995. 

## Utwory
1. "Wasting Away (Live)" – 3:56
2. "Guerilias (Live)" – 3:27
3. "Cockroaches (Live)" – 4:07
4. "Vai Toma No Cú (Live)" – 4:10
5. "Sum of Your Achievements (Live)" – 2:52
6. "Religious Cancer (Live)" – 4:34
7. "Police Truck (Live)" – 3:11
8. "Exploitation (Live)" – 2:09
9. "World of Shit (Live)" – 3:26
10. "Blind and Lost (Live)" – 2:09
11. "Sick Life (Live)" – 6:53
12. "While You Sleep, I Destroy Your World" – 5:09
13. "Zero Tolerance" – 6:32

## Opis
Większość utworów pochodzi z jedynego koncertu w historii grupy, występu na festiwalu Dynamo Open Air w Eindhoven, zarejestrowanego 3 czerwca 1995. Jedynie dwa ostatnie to nagrania studyjne.
W występie uczestniczyli twórcy projektu tj. Max Cavalera (Sepultura) i Alex Newport (Fudge Tunnel) oraz zaangażowani do składu na ten występ: Igor Cavalera z Sepultury, D.H. Peligro z Dead Kennedys, Barry z Tribe After Tribe, basista Dave Edwardson z Neurosis, zaś samplami zajmował się Rhys Fulber z Front Line Assembly. W utworze „Sick Life” wystąpił Evan Seinfeld z Biohazard. 
Z uwagi na zdenerwowanie Dave’a Edwardsona rozmiarem festiwalu (widownia liczyła ok. 120 tys. ludzi) zagrał na rozstrojonej gitarze, wobec czego przed wydaniem albumu Alex Newport ponownie nagrał linie gitary basowej.
Tytuł płyty nawiązuje do słów przedstawiciela Roadrunner Records, Montego Connera, który zapoznawszy się z pierwotnymi wersjami utworó Sepultury na nową płytę (Roots) stwierdził, że jeśli grupa wyda taki album, to popełni komercyjne samobójstwo.
Na okładce albumu trafiła fotografia ofiary masakry w Jonestown.
Dwie nowe piosenki na płycie to "While You Sleep, I Destroy Your World" (tytuł stanowi cytat z Charlesa Mansona) oraz "Zero Tolerance" odnoszący się negatywnie do neonazistów w USA. Poza tym w treści płyty jest zarejestrowane nagranie rozmowy przez telefon, w którym zażartował ze znajomego o imieniu Danny.